# Eiji Oue
Eiji Oue (大植 英次, Ōue Eiji, 3 d'octubre, 1957 -) és un director d'orquestra japonès, director titular de l'Orquestra Simfònica de Barcelona i Nacional de Catalunya en el període 2006-2010.
Oue nasqué a Hiroshima, Japó, i estudià direcció amb Hideo Saito de l'escola de música Toho Gakuen. Va ser convidat, el 1978, per Seiji Ozawa a estudiar al Tanglewood Music Center durant l'estiu. Allí conegué Leonard Bernstein, de qui va ser deixeble. Va guanyar el Tanglewood Koussevitzky Prize el 1980. També va estudiar amb Bernstein al Los Angeles Philharmonic Institute.
Va ser director musical de l'Erie Philharmonic (1991-1995) i director associat de la Buffalo Philharmonic Orchestra. Entre 1995 i 2002 va dirigir la Minnesota Orchestra.
El 1998 va ser nomenat director principal de la NDR Philharmonie Hannover. El 2003 va ser nomenat director principal de l'Orquestra Philharmònica d'Osaka i, des del setembre de 2006 és director titular de l'Orquestra Simfònica de Barcelona i Nacional de Catalunya, on va succeir Ernest Martínez-Izquierdo. Oue va aconseguir millorar el rendiment de l'orquestra, essent un director molt estimat pels músics i pel públic, aconseguint que els concerts que dirigia fossin de gran qualitat i que l'OBC, en general, millorés el seu nivell. No va, però, sintonitzar amb la gerència, en part perquè no complia algunes de les seves funcions com a director, i finalitzada la temporada 2009-2010, Eiji Oue serà rellevat per Pablo González.
Va debutar al Festival de Bayreuth dirigint Tristan und Isolde (2005). També ha estat convidat a dirigir, entre d'altres: Orquestra del Gewandhaus de Leipzig, Gulbenkian Orchestra, les orquestres de São Paulo i Malàisia...
.